# Bridging
Bridging is een kunstwerk in de Nederlandse plaats Assen. Het is een werk van de Arnhemse kunstenaar Nick Hullegie en werd geplaatst in 2005.
De creatie bestaat een 9 meter hoog 'wiel' van vier bruggen.